# 日立市立東小沢小学校
日立市立東小沢小学校（ひたちしりつひがしおざわしょうがっこう）は、茨城県日立市下土木内町617にあった日立市立小学校。

## 概要
学校、家庭、地域が連携した教育活動が特徴で、東小沢小学校・地区市民大運動会において三世代交流が行われている。また、創作太鼓「菜風蓮（さいふうれん）」にも取り組んでいた。

## 沿革

### 略歴
1873年に寺子屋を仮校舎として下土木内小学校が開校し、1874年に公有の学校を創設した。その後、1882年に留小学校が開校、1886年に下土木内小学校は神田尋常小学校へ改称となった。そして1916年、神田尋常小学校、留尋常小学校が合併し高等科併置東小沢尋常高等小学校が誕生した。
戦後には、久慈郡東小沢村立東小沢小学校と東小沢中学校に分離されたのち、1951年3月31日には、東小沢中学校は日立市立久慈中学校に吸収合併、閉校となった。

### 年表
- 1873年 - 寺子屋を仮校舎として下土木内小学校が開校[4]。
- 1874年 - 公有の学校を創設[4]。
- 1882年 - 留小学校が開校[4]。
- 1886年 - 下土木内小学校を神田尋常小学校に改称[4]。
- 1916年 - 神田尋常小学校、留尋常小学校を合併し、高等科併置東小沢尋常高等小学校が誕生[4]。
- 1941年 - 久慈郡東小沢村立東小沢国民学校となる[4][6]。
- 1947年4月 - 東小沢村立東小沢小学校・東小沢中学校が開校[5]。
- 1950年2月 - 日立市と東小沢村が合併。日立市立東小沢小学校へ改称[5]。
- 1951年3月31日 - 同じ敷地内にあった東小沢中学校が日立市立久慈中学校に吸収合併される[5]。
- 1963年 - 校歌制定[4][6]。
- 1969年 - 校訓制定[4][6]。
- 2022年6月14日 - 東小沢小学校・坂本小学校統合準備委員会が設立される[7]。
- 2024年
  - 3月21日 - 閉校式が挙行される[8]。
  - 3月31日 - 閉校[9][10]。
  - 4月1日 - 日立市立坂本小学校と統合。統合校名は日立市立坂本東小学校、統合校の位置は元の日立市立坂本小学校[11][9]。

## 教育方針
教育目標
豊かな心をもち、自ら学ぶ、たくましい東小沢っ子の育成

## 学校行事
- 2012年度・2014年度行事予定より[13]

- 4月
  - 着任式・始業式
  - 入学式
  - 創立記念日（4月15日）
  - 全国学力学習状況調査
- 5月
  - 6年修学旅行
- 6月
  - PTA奉仕作業
  - 星空教室（2-4年）
  - 赤十字登録式
- 7月
  - 自転車大会
  - 水芭蕉種蒔き（1-3年）
  - 水生生物調査（3年）
  - 終業式

- 9月
  - 始業式
  - 東小沢・地区共催秋季大運動会
  - 坂下地区敬老会
- 10月
  - 4・5年宿泊体験学習
  - 南部会親善陸上競技会
  - 坂下地区文化・芸能発表会
- 11月
  - ふれあいさわやか三世代交流会
  - 市小中学校音楽会
  - 市学力診断テスト（3-6年）
  - 社会科見学
- 12月
  - 坂下地区「福祉の集い」
  - 終業式

- 1月
  - 始業式
  - 県学力診断テスト（3-6年）
  - 中学校新入生体験学習
- 2月
  - 校外学習（1-3年）
- 3月
  - 卒業証書授与式
  - 修了式
  - 離任式

## 通学区域
（出典：）
- 日立市大和田町旧地番前田中内
- 日立市神田町
- 日立市下土木内町
- 日立市留町

## 進学先中学校
- 日立市立坂本中学校
- 日立市立久慈中学校

## 学区内の主な施設
- 久慈川日立南交流センター

## 交通
- JR常磐線 大甕駅から徒歩約75分[16]